# 嶺南叢述
《嶺南叢述》由清朝道光年間東莞人鄧淳所著，講述廣東、海南、廣西部分地區、福建部分地區的天文、地理、名勝、古蹟、人物、文學、傳聞、逸事等事物。

## 內容架構
全書共分40門，60卷。當中涉及的物產有1134條。由於引用文獻的數量龐大，包括了《广东新语》、《岭外代答》、《本草纲目》、《岭表录异》、《岭南杂记》、《粤东笔记》、《南方草木状》、《太平御览》、《粤中见闻》，所以有著十分重要的文獻學價值。

## 参見
- 《粵東名儒言行錄》